# Lanpu
Lanpu (kinesiska: 兰普, 兰普乡) är en socken i Kina. Den ligger i den autonoma regionen Tibet, i den sydvästra delen av landet, omkring 210 kilometer sydost om regionhuvudstaden Lhasa.
Genomsnittlig årsnederbörd är 1 309 millimeter. Den regnigaste månaden är juli, med i genomsnitt 280 mm nederbörd, och den torraste är januari, med 6 mm nederbörd.